# 北海道苫小牧工業高等学校
北海道苫小牧工業高等学校 （ほっかいどうとまこまいこうぎょうこうとうがっこう、Hokkaido Tomakomai Technical High School）は、北海道苫小牧市に所在する道立工業高等学校。通称は「苫工」（とまこう）「TOMAKO」。

## 沿革
- 1923年
  - 3月5日 - 北海道庁立苫小牧工業学校として設置認可（土木建築科・機械電気科・応用化学科の3科3学級（応用化学科は後に工業化学科に改称しているが時期不明））。
  - 4月24日 - 苫小牧町東小学校を一部借用して授業開始。
- 1924年
  - 1月23日 - 苫小牧町末広町の校舎に移転。
  - 6月20日 - 開校式。
- 1930年
  - 4月13日 - 土木科・建築科・機械科・電気科・応用化学科の5科5学級となる。
- 1947年
  - 校舎火災により803.25坪焼失。
- 1948年
  - 4月1日 - 北海道立苫小牧工業高等学校に改称。
- 1950年
  - 4月1日 - 北海道苫小牧工業高等学校に改称。
- 1951年
  - 4月1日 - 土木科・建築科・機械科・電気科（2学級）・応用化学科・電気通信科の6科7学級となる。
- 1953年
  - 4月1日 - 定時制機械科認可。
- 1955年
  - 4月1日 - 定時制建築科認可。
- 1956年 - アイスホッケー部が全国高等学校総合体育大会初優勝。以降、通算7度の全国制覇を記録。
- 1963年
  - 4月1日 - 土木科・建築科（2学級）・機械科（2学級）・電気科（2学級）・応用化学科・電子科の6科9学級となる。
- 1964年
  - 4月1日 - 土木科（2学級）・建築科（2学級）・機械科（2学級）・電気科（2学級）・応用化学科・電子科の6科10学級となる。
- 1965年
  - 4月1日 - 定時制電気科認可。
- 1982年
  - 4月1日 - 土木科（2学級）・建築科・機械科（2学級）・電気科（2学級）・応用化学科・設備工業科・電子科の7科10学級となる。定時制電気科募集停止。
- 1972年 - 野球部が第54回全国高等学校野球選手権大会出場。1回戦で岩手県代表宮古水産高校を5-0で破るも、続く2回戦で大分県代表津久見高校に1-13で敗れる。
- 1983年
  - 9月30日 - 苫小牧市字高丘に現校舎を竣工。
- 1985年
  - 3月5日 - 定時制電気科閉科。
- 1996年
  - 4月1日 - 土木科（2学級）・建築科・電子機械科（2学級）・電気科（2学級）・応用化学科・設備工業科・電子科の7科10学級となる。
- 1997年
  - 4月1日 - 土木科（2学級）・建築科・電子機械科（2学級）・電気科・応用化学科・設備工業科・情報技術科の7科9学級となる。
- 2000年
  - 4月1日 - 土木科・建築科・電子機械科（2学級）・電気科・応用化学科・設備工業科・情報技術科の7科8学級となる。
- 2002年
  - 4月1日 - 土木科・建築科・電子機械科・電気科・応用化学科・設備工業科・情報技術科の7科7学級となる。
- 2005年
  - 4月1日 - 土木科・建築科・電子機械科・電気科・環境化学科・設備工業科・情報技術科の7科7学級となる。
- 2007年
  - 4月1日 - 土木科・建築科・電子機械科・電気科・環境化学科・情報技術科の6科6学級となる。
- 2023年
  - 10月14日-開校百周年を迎える

## 教育目標
創造性豊かな工業人をめざし　
- 豊かな心と健康な身体を育成する
- 自ら学ぶ力と公正な判断力を育成する

- 働く意欲と旺盛な責任感を育成する

## 設置学科
- 全日制
  - 土木科
  - 建築科
  - 電子機械科
  - 電気科
  - 環境科学科
  - 情報技術科

- 定時制
  - 工業技術科

## 部活動と生徒会

### 全日制部活動

#### 運動系部活
- 硬式野球部 - これまでに全国高等学校野球選手権大会に1度、選抜高等学校野球大会に5度出場しており、プロ野球選手も輩出している。
- ソフトテニス部
- 陸上競技部
- バドミントン部 - 全道大会に数多く出場している。
- サッカー部
- 柔道部
- 剣道部 - 数多くの優勝を収めている。
- バスケットボール部
- 卓球部
- バレーボール部 - 全道大会に数多く出場している。
- スピードスケート部
- テニス部
- ハンドボール部 - 全道大会に数多く出場している。
- アイスホッケー部 - 全国高等学校アイスホッケー競技選手権大会で7度優勝しており、プロ選手も輩出している。

#### 文化系部活
- 美術部
- 写真部
- 機械工作研究部 - 高等学校ロボット競技大会やジャパンマイコンカーラリーでは全国大会へ出場している。
- コンピュータ部
- 吹奏楽部

#### 同好会
- 計算技術同好会
- アマチュア無線同好会
- 土木研究同好会
- 建築研究同好会
- ワープロ同好会
- 自然環境研究同好会
- 電気研究同好会

#### 生徒会

##### 役職
- 会長
- 副会長（2名）
- 書記長
- 会計委員長
- 体育委員長（応援委員と統合）
- 文化委員長
- 生活安全委員長

（校紀委員と交通安全委員統合し名前を改称）
- 生徒協議会議長

2023年前期生徒総会にて
役職が大幅に改変され、現在は合計9名で
活動している。
新聞局長と放送局長については外局のため
他の部活だと同じ部長という位置付けになった

##### 外局
- 新聞局
- 放送局

### 定時制部活動

#### 運動系部活
- 野球部
- バスケットボール部
- 卓球部
- バドミントン部

#### 同好会
- フットサル同好会

## 行事

### 全日制
- 4月 - 入学式、新入生歓迎会
- 5月 - 生徒総会、地区大会壮行会
- 7月 - 苫工祭
- 8月 - 夏季体育文化大会
- 9月 - 生徒会役員選挙、マラソン大会、生徒総会
- 10月 - 見学旅行
- 12月 - 全道全国大会壮行会
- 2月 - 宿泊研修
- 3月 - 卒業証書授与式、冬季体育文化大会

## 著名な出身者
- 因藤壽（現代美術家）
- 加賀谷健（元参議院議員）
- 栗家山恵三（元大相撲力士）
- 小檜山博（小説家）
- 金子満夫（元プロ野球選手）
- 鈴木惠一（スピードスケート、オリンピック選手）
- 千代明（画家）
- 高沢秀昭（元プロ野球選手）
- 内藤晋（スピードスケート選手）
- 野中絵美（アイスホッケー選手）
- 村井忠寛（元プロアイスホッケー選手、日光アイスバックス監督
- 片山和人  (元プロアイスホッケー選手 GK　法政大学→コクド→西武プリンスラビッツ)
- 吉井英昭（元プロ野球選手）
- 松田具視（プロゴルファー）
- SHOKICHI（ミュージシャン・パフォーマー、現EXILE、元J Soul Brothers）
- 宮下トモヤ（総合格闘家）
- 伊東直輝(技能五輪世界大会金メダリスト)

## アクセス
- 道南バス「工業高校」、「工業高校前」（学生臨時便）で下車。